# Enzo Muzii
Enzo Muzii (Asmara, 13 gennaio 1926 – Velletri, 2 febbraio 2014) è stato un regista, scrittore, sceneggiatore, critico cinematografico e fotografo italiano.

## Biografia
Giornalista dal 1949 al 1962, si occupò prevalentemente di critica teatrale e cinematografica. 
Dal 1963 divenne fotografo di professione. Rimase sempre legato ai luoghi della sua giovinezza: particolarmente cari furono gli anni trascorsi in Abruzzo presso villa Cavacini (citata nel suo romanzo ''Silenzio, si vive") nel piccolo comune di Castel Frentano in provincia di Chieti.  
Esordì come regista nel film collettivo I misteri di Roma (1962), documentario su aspetti poco noti della capitale coordinato da Cesare Zavattini. Sempre con Zavattini (e Fabio Carpi) collaborò alla sceneggiatura di Una sera come le altre di Vittorio De Sica, episodio di Le streghe (1967).
Per il cinema nell'estate del 1967 girò a Positano il suo primo film Come l'amore, con Annamaria Guarnieri e Alfred Lynch, vincitore dell'Orso d'argento al Festival di Berlino 1968. Successivamente diresse il film Una macchia rosa (1970).
Per la televisione: Alle origini della mafia (sceneggiato con Brando Giordani, da Leonardo Sciascia e Giandomenico Giagni), La signorina Else (dal racconto di Schnitzler), La singolare avventura di Francesco Maria (da un racconto di Brancati), Fosca, dal romanzo omonimo di Igino Ugo Tarchetti.

## Filmografia

### Cinema
- I misteri di Roma (1962)
- Come l'amore (1968)
- Una macchia rosa (1970)

### Televisione
- Alle origini della mafia - serie TV (1976)
- La signorina Else - film TV (1980)
- La singolare avventura di Francesco Maria - film TV (1982)
- Fosca - film TV (1981)
- Girotondo - film TV (1985)
- Sentimental - varietà (1985) in tre puntate di Sergio Bazzini, con Sergio Castellitto, Margaret Mazzantini, Roberto Murolo, Remo Girone
- Fuori scena - film TV (1986)
- Chéri - film TV (1988)

## Pubblicazioni
- Punto di non ritorno, Adelphi, Milano, 1990 Premio Procida-Isola di Arturo-Elsa Morante per l'opera prima.[2]
- Silenzio, si vive: romanzo di profilo, Aragno, Torino, 2003
- Fuori dai giochi: tre storie, Aragno, Torino, 2005, vincitore del Premio II Ceppo nel 2006
- Il tempo parlerà, Aragno, Torino, 2006